# Chroesthes
Chroesthes es un género de plantas con flores perteneciente a la familia Acanthaceae. El género tiene 3 especies de hierbas.

## Taxonomía
El género fue descrito por Raymond Benoist y publicado en Bulletin du Muséum d'Histoire Naturelle 33: 107. 1927. La especie tipo es: Chroesthes pubiflora Benoist. 

## Especies reconocidas
- Chroesthes bracteata
- Chroesthes lanceolata
- Chroesthes longifolia